# Paper Trail
《Paper Trail》은 미국의 힙합 가수 T.I.의 여섯번째 정규 음반이다. 이 음반은 그랜드 허슬 레코드와 애틀랜틱 레코드에서 2008년 9월 30일 발매되었다. 이 음반에는 단자 (Danja), 카니예 웨스트 (Kanye West), 저스트 블레이즈 (Just Blaze), 저스틴 팀버레이크 (Justin Timberlake), 스위즈 비츠 (Swizz Beatz) 등이 프로듀싱에 참여하였으며, B.o.B, 루다크리스, 리한나 등 많은 가수들이 피쳐링에 참여하였다.
음반 발매 후 빌보드 200 차트에서 1위로 데뷔하였으며, 첫주에 568,000장이 팔렸다. 이 기록은 T.I.의 음반 판매량 역대 최고 성적이다. 또한 미국 음반 산업 협회 (RIAA)에서 3X 플래티넘을 기록하였다.

## 배경
2007년 11월 13일, 그는 불법 무기 소지 혐의에 대한 재판을 기다리던 중에 새 음반 소식을 알렸고, 제목은 Paper Trail이라고 하였다. 그는 가사를 써내려갔고, 이 음반의 주제는 재판에 대한 "두려움, 분노와 죄책감"이라 하였다.
T.I.는 이 음반의 제작 과정에서 100곡 가까이 노래를 작업하였다. 그러나 최종적으로 곡에 실린 16곡(보너스 트랙까지 합치면 18곡)을 제외한 나머지 곡들은 모두 드랍(drop) 되었으며, 그 중에는 폴 아웃 보이와 작업한 "Out in the Cold"라는 노래도 포함되었다. T.I.는 후에 자신의 음반에 실리지 못한 곡들 중 몇 곡은 자신의 다음 음반에 실릴 예정이라고 말하였다.

## 싱글
이 음반의 리드 싱글은 "No Matter What"이며, 2008년 4월 29일 발매되었다. 이 음반은 2008년 MTV 비디오 뮤직 어워드 베스트 남자 비디오 부문에 노미네이트되기도 하였다. 빌보드 핫 100 차트에서는 72위를 기록하였다.
두번째 싱글 "Whatever You Like"는 2008년 7월 29일 발매되었다. 이 노래는 빌보드 핫 100 차트에서 71위에서 1주만에 1위로 급등하였으며, 이는 역대 1주 만에 순위가 급등한 노래중 하나로 되었다.
세번째 싱글 "Swing Ya Rag"는 2008년 8월 26일 발매되었다. 미국의 가수이자 프로듀서인 스위즈 비츠가 피쳐링과 프로듀싱에 참여하였고, 빌보드 핫 100 차트에서 62위까지 기록하였다.
네번째 싱글 "What Up, What's Haapnin'"은 2008년 9월 2일 발매되었다. 뮤직비디오는 2008년 9월 16일 완전 공개되었으며, 뮤비의 많은 장면에 쇼리 로를 디스하는 장면들이 많이 나왔다. 이 노래는 빌보드 핫 100 차트에서 84위를 기록하였다.
다섯번째 싱글 "Swagga Like Us"는 2008년 9월 6일 발매되었다. 피쳐링에는 제이지, 카니예 웨스트, 릴 웨인이 참여하였으며, 빌보드 핫 100 차트에서 5위까지 랭크되었다. 이 노래는 영국의 여성 래퍼 M.I.A.의 노래 "Paper Planes"에서 샘플링을 따왔다.
여섯번째 싱글 "Ready for Whatever"는 2008년 9월 23일 발매되었다. 이 노래는 2007년 T.I.의 불법 무기 소지 사건을 다루고 있으며, 빌보드 핫 100 차트에서 57위를 기록하였다.
일곱번째 싱글 "Live Your Life"는 2008년 11월 4일 발매되었다. 이 노래는 O-Zone의 2005년 히트곡인 Dragostea din tei를 샘플링 하였으며, 피쳐링에는 리한나가 참여하였다. 이 노래와 "Whatever You Like"는 빌보드 핫 100 차트에서 두번 연속으로 1위를 번갈아 기록하였으며, 이는 빌보드 역사상 유례없는 기록이었다.
여덟번째 싱글 "Dead and Gone"은 2009년 1월13일 발매되었다. 피쳐링에는 미국의 팝 가수이자 이미 My Love에서 한차례 호흡을 맞춰본 바 있는 저스틴 팀버레이크가 참여했으며, 빌보드 핫 100 차트에서는 2위를 기록하였다.

## 수록곡
| #            | 제목                                                             | 작사·작곡 | 프로듀서            | 재생 시간 |
| ------------ | ---------------------------------------------------------------- | --- | ------------------- | --------- |
| 1.           | 〈56 Bars (Intro)〉                                              | Clifford Harris, Jr. Aldrin Davis | DJ Toomp            | 3:04      |
| 2.           | 〈I'm Illy〉                                                     | Harris, Jr. Charles "Chuck Diesel" Spencer                                                                                                  | Chuck Diesel        | 4:07      |
| 3.           | 〈Ready for Whatever〉                                           | Harris, Jr. Christopher Gholson | Drumma Boy          | 5:12      |
| 4.           | 〈On Top of the World〉 (Feat. B.o.B & Ludacris)                 | Harris, Jr. James "Nard" Rosser Brandon "B" Rackley Christopher Bridges Bobby Simmons, Jr.                                                  | Nard & B            | 5:00      |
| 5.           | 〈Live Your Life〉 (Feat. Rihanna)                               | Harris, Jr. Justin Smith Makeba Riddick Dan Bălan                                                                                           | Just Blaze          | 5:39      |
| 6.           | 〈Whatever You Like〉                                            | Harris, Jr. James Scheffer David Siegel | Jim Jonsin          | 4:12      |
| 7.           | 〈No Matter What〉                                               | Harris, Jr. Nathaniel Hills | Danja               | 4:42      |
| 8.           | 〈My Life Your Entertainment〉 (Feat. Usher)                     | Harris, Jr. Gholson Kassim-Vonricco Washington                                                                                              | Drumma Boy          | 4:56      |
| 9.           | 〈Porn Star〉                                                    | Harris, Jr. Cordale "Lil' C" Quinn Washington                                                                                               | Lil' C              | 3:32      |
| 10.          | 〈Swing Ya Rag〉 (Feat. Swizz Beatz)                             | Harris, Jr. Kasseem Dean Avery Chambliss Joseph Alexander                                                                                   | Swizz Beatz         | 3:20      |
| 11.          | 〈What Up, What's Haapnin'〉                                     | Harris, Jr. Gholson Harvey Mason, Jr. | Drumma Boy          | 5:01      |
| 12.          | 〈Every Chance I Get〉                                           | Harris, Jr. Davis | DJ Toomp            | 4:50      |
| 13.          | 〈Swagga Like Us〉 (with Jay-Z featuring Kanye West & Lil Wayne) | Harris, Jr. Kanye West Shawn Carter Dwayne Carter, Jr. Maya Arulpragasam Nicolas Headon Michael Jones John Mellor Wesley Pentz Paul Simonon | West                | 5:28      |
| 14.          | 〈Slide Show〉 (Feat. John Legend)                               | Harris, Jr. Elvis "Blac Elvis" Williams Simmons                                                                                             | Blac Elvis          | 3:43      |
| 15.          | 〈You Ain't Missin' Nothing〉                                    | Harris, Jr. Gholson | Drumma Boy          | 5:10      |
| 16.          | 〈Dead and Gone〉 (Feat. Justin Timberlake)                      | Harris, Jr. Justin Timberlake Robin "Rob Knox" Tadross                                                                                      | Timberlake Rob Knox | 5:00      |
| 총 재생 시간 | 총 재생 시간                                                     | 총 재생 시간 | 총 재생 시간        | 73:15     |

| #   | 제목                     | 작사·작곡   | 프로듀서       | 재생 시간 |
| --- | ------------------------ | ----------- | -------------- | --------- |
| 17. | 〈I Know You Missed Me〉 | Harris, Jr. | Two Band Geeks | 3:14      |

| #   | 제목                     | 작사·작곡                  | 프로듀서       | 재생 시간 |
| --- | ------------------------ | -------------------------- | -------------- | --------- |
| 17. | 〈Collect Call〉         | Harris, Jr. Rosser Rackley | Nard & B       | 4:38      |
| 18. | 〈I Know You Missed Me〉 | Harris, Jr.                | Two Band Geeks | 3:12      |

- "Porn Star" features an additional vocals by Ricco Barrino.
- "Collect Call" features an additional vocals by Jason Weaver.

샘플링
| #  | 제목                     | 샘플링한 노래       | 아티스트     |
| -- | ------------------------ | ------------------- | ------------ |
| 5  | Live Your Life           | "Dragostea din tei" | O-Zone       |
| 6  | Whatever You Like        | "Redemption"        | Bill Conti   |
| 11 | What Up, What's Haapnin' | "Never Give You Up" | Harvey Mason |
| 13 | Swagga Like Us           | "Paper Planes"      | M.I.A.       |

## 차트와 인증
| 차트 (2008-09)                  | 최고 순위 |
| ------------------------------- | --------- |
| 오스트레일리아 앨범 차트        | 16        |
| 캐나디안 앨범 차트              | 2         |
| 벨기에 울트라톱 앨범 (플랑더르) | 86        |
| 네덜란드 앨범 차트              | 60        |
| 프랑스 앨범 차트                | 51        |
| 아일랜드 앨범 차트              | 34        |
| 일본 앨범 차트                  | 14        |
| 뉴질랜드 앨범 차트              | 9         |
| 노르웨이 앨범 차트              | 34        |
| 스위스 앨범 차트                | 46        |
| 영국 음반 차트                  | 42        |
| 미국 빌보드 200                 | 1         |
| 미국 탑 디지털 앨범 (빌보드)    | 1         |
| 미국 탑 R&B/힙합 앨범 (빌보드)  | 1         |
| 미국 탑 랩 앨범 (빌보드)        | 1         |

| 국가                       | 인증        | 판매량/출하량 |
| -------------------------- | ----------- | ------------- |
| 캐나다 (뮤직 캐나다)       | 플래티넘    | 80,000^       |
| 영국 (BPI)                 | 골드        | 100,000^      |
| 미국 (RIAA)                | 3× 플래티넘 | 3,000,000^    |
| ^출하량을 기반으로 한 인증 |             |               |